# Olicana (římská pevnost v Ilkley)
Ilkley je římská pevnost v anglickém hrabství West Yorkshire. Leží na jižním břehu řeky Wharfe, v současné době v centru Ilkley,lázeňského města známého architekturou typickou pro dobu královny Viktorie.
Je to jedna z přibližně 150 známých starověkých římských pevností v Anglii. Začaly se stavět brzy po invazi v roce 43 a výstavba pokračovala do 4. století. Mnohé fungovaly jako nárazníková zóna mezi barbarskými kmeny severní Británie a romanizovanou jižní částí země.

## Názvy
Traduje se, že pevnost v Ilkley se nazývala Olicana, ale není to nepochybně doloženo. Klaudios Ptolemaios se o Olikaně zmiňuje ve svém Návodu ke geografii (přibližně z roku 150); Rivet a Smith zase soudí, že správná podoba názvu zní Olenacum a odmítají Ptolemaiovu Olikanu jako zkreslenou. Kniha Domesday Book z roku 1086 uvádí pro název Ilkley kromě Ilecliue ještě varianty Illecliue, Illiclei a Illicleia. V moderní době se ale objevil názor, že tento římský název by se spíše měl spojovat s pevností ve vesnici Elslack (Eleslac v Domesday Book) poblíž města Skiptonu.
Rivet a Smith (též) místo toho navrhují jméno Verbeia, což je římské pojmenování řeky Wharfe.Předpokládá se, že oltářní kámen zasvěcený bohyni tohoto jména Verbeia pochází právě z této lokality.

## Dějiny

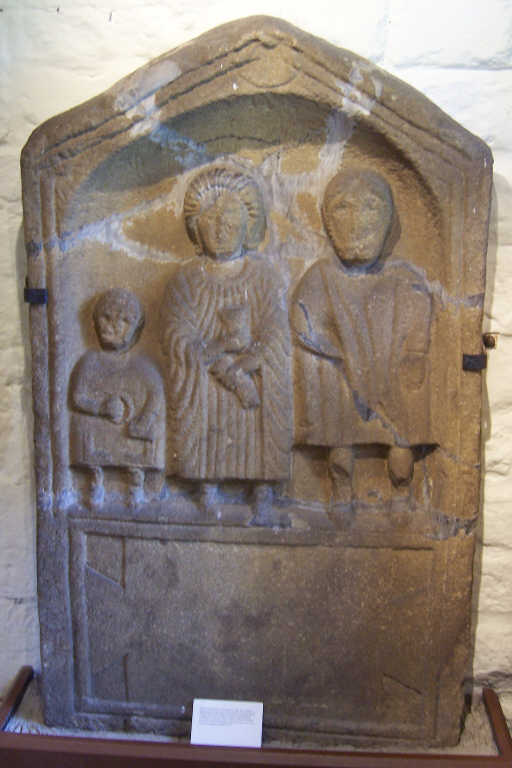
Římský náhrobek z Ilkley

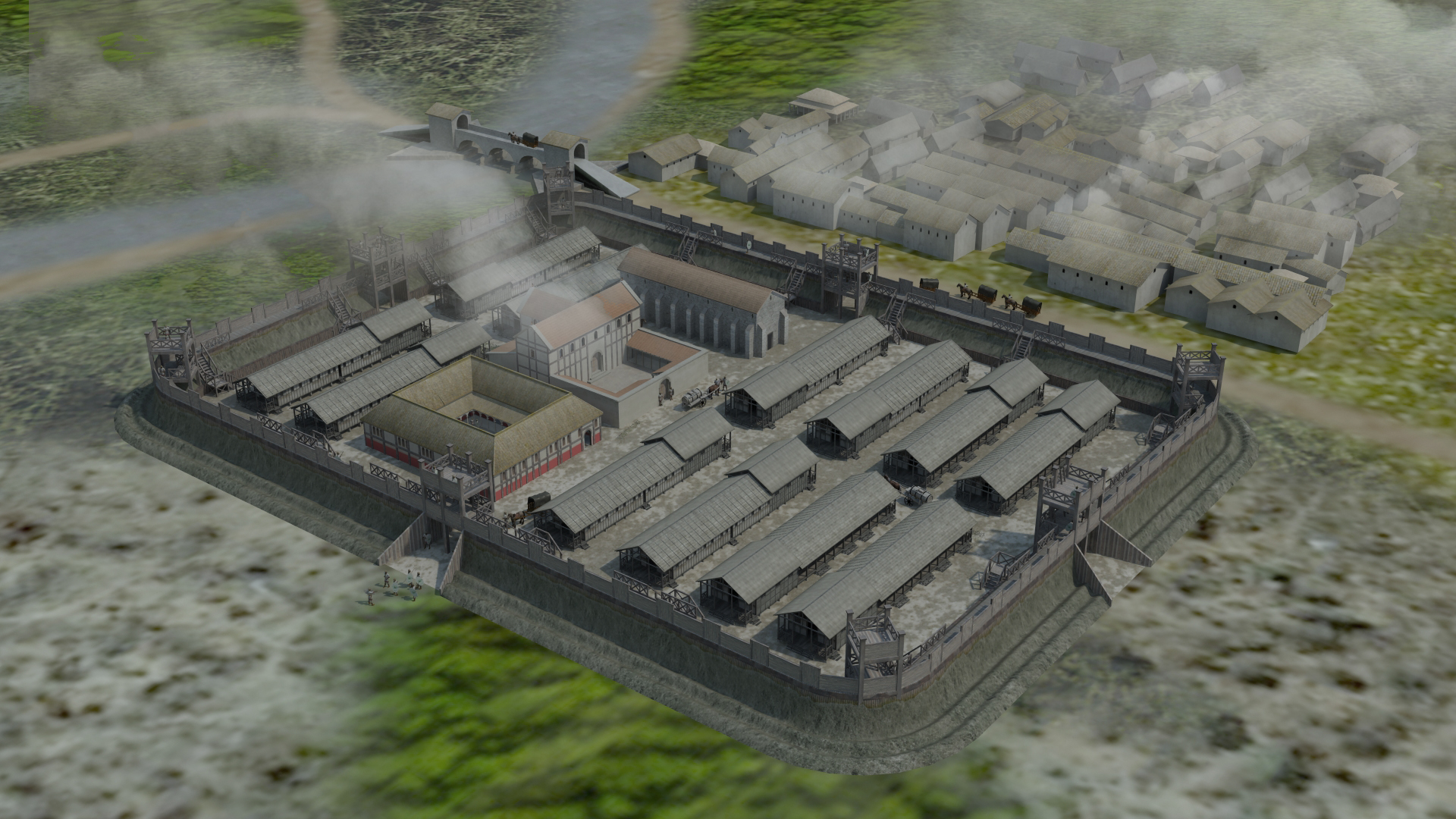
Představa o podobě dřevěné římské pevnosti Olicana

První pevnost v Ilkley založil Agricola kolem roku 80. Byla postavena převážně ze dřeva, ale ve 20. letech 2. století byla opuštěna. Druhou pevnost vybudovali kolem roku 161. Po třiceti letech shořela pravděpodobně při zdokumentovaném povstání obyvatel severní Británie. Okamžitě ji nahradila kamenná pevnost, která přežila až do konce římského období. Byla opuštěna koncem 4. nebo na začátku 5. století.
U pevnosti byla civilní osada, vicus, kolem níž se osídlení rozrůstalo. Nálezy z blízkosti pevnosti ukazují, že vicus ležel na jižní straně a táhl se přinejmenším 800 metrů ve východozápadním směru.
Anglosaské osídlení tohoto místa se datuje pravděpodobně až ze 7. století a kříže dokládají přítomnost kostela ve století 8. a 9.

## Současný stav
V blízkosti městské umělecké galerie a muzea Manor House Art Gallery and Museum lze stále vidět malý úsek zdi, která bývala součástí západní hradby. Kvůli lepší představě, kde se pevnost nacházela, byly na místa, kudy se do pevnosti vcházelo branami, umístěny čtyři pamětní desky. Na západní straně jsou také pozůstatky tří příkopů.
Pevnost sahala pod Manor House a blízký farní kostel Všech svatých. V něm je sbírka římských oltářů a anglosaských křížů. Římské oltáře pocházejí z období vlády císaře Antonina Pia (138 až 161) a Septimia Severa a jeho syna Caracally (211 až 217).

### Vykopávky
Poznatky o římské pevnosti v Ilkley jsou založeny především na vykopávkách z 1. poloviny 20. století provedených v severozápadním kvadrantu a nálezu obranného příkopu odhaleného v roce 1962. Další práce proběhly v roce 2014, ale nepřinesly tolik informací, kolik se očekávalo.